# Hidripa
Hidripa is een geslacht van vlinders van de familie nachtpauwogen (Saturniidae), uit de onderfamilie Hemileucinae.

## Soorten
- H. albipellis Draudt, 1930
- H. gschwandneri Draudt, 1930
- H. paranensis (Bouvier, 1929)
- H. perdix (Maassen & Weyding, 1885)
- H. ruscheweyhi (Berg, 1885)
- H. taglia (Schaus, 1896)